# Minatec
Minatec est un complexe scientifique d'envergure européenne situé sur le polygone scientifique de Grenoble. Nommé par acronymie de « micro et nano technologie », ce centre ne possède pas de personnalité juridique mais uniquement un site, une marque déposée et un mode d’organisation fondé sur une convention signée par les trois organismes présents sur le site, qui prévoit la désignation d’un directeur et d’un comité de pilotage.
Inauguré le 2 juin 2006 par François Loos, ministre délégué à l’Industrie, ce complexe consacré aux nanotechnologies vise à atteindre une masse critique suffisante pour s'imposer comme un centre d'excellence de stature mondiale. Ce pôle d'innovation regroupant 4 800 personnes, dont 3 000 chercheurs, 1 200 étudiants et 600 industriels, offre un continuum qui va de la formation des étudiants au transfert de technologies vers l’industrie, en passant par la recherche fondamentale et appliquée, tous les acteurs de la chaîne pouvant se croiser et échanger des idées ou travailler ensemble.
Au fil des extensions, la superficie de ses locaux, hors LETI, consacrés à la recherche, à l'enseignement et à l'industrie représente 92 680 m2 en 2024. Le site possède par ailleurs dans son périmètre sécurisé un laboratoire à idées de 3 300 m2 appelé Y.Spot Labs et jouant le rôle de portail d'entrée à Minatec.

## Histoire
Imaginé en 1999 par Jean Therme, alors directeur du CEA Grenoble et du LETI, le concept Minatec est rédigé dans un dossier remis au ministre de la Recherche et des Technologies le 9 novembre 2000, alors que huit jours plus tard, l'instigateur du polygone scientifique, Louis Néel, s'éteint à l'âge de 95 ans. Après une centaine de présentations publiques, le dossier voit sa concrétisation par la signature le 18 janvier 2002 de la convention cadre donnant le coup d'envoi du projet d'un coût de 170 millions d'euros. Piloté par le groupe Grenoble INP associé au CEA-LETI, le projet soutenu financièrement à hauteur de 48,3 % par le département de l'Isère et la région Rhône-Alpes, retient un site de huit hectares proche du LETI et appartenant au CEA Grenoble le long de la rue Félix-Esclangon.

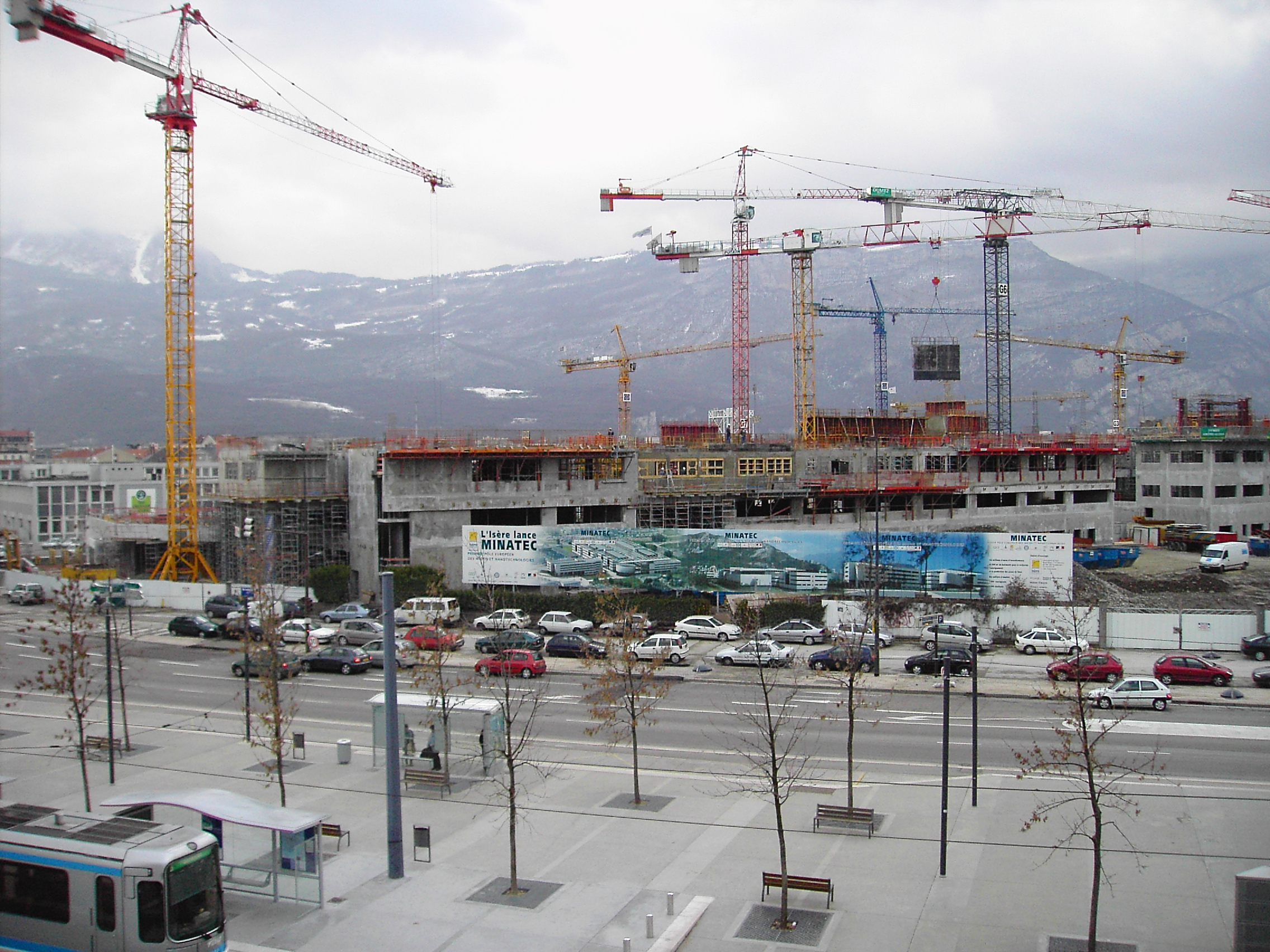
Chantier de Minatec en mars 2005.

Avant le démarrage des travaux, le conseil municipal du 19 avril 2004 décide que l'espace entre Minatec et la rue Félix-Esclangon sera le parvis Louis-Néel. La pose de la première pierre s'effectue le 27 septembre 2004 par André Vallini, président du Conseil général de l'Isère, tandis que le projet attire déjà de nombreux investisseurs qui s'implantent dans la région grenobloise comme le laboratoire bioMérieux ou l'agrandissement de STMicroelectronics à Crolles. L'ensemble du site est inauguré le 2 juin 2006 par François Loos, ministre délégué à l’Industrie, devant un millier de personnes.
En juin 2008, avec la signature d'une convention de fonctionnement entre les différents partenaires, Jean-Charles Guibert est nommé directeur de Minatec. La même année, Minatec intègre le campus GIANT (Grenoble Innovation for new advanced technologies), une nouvelle entité regroupant l'ensemble des acteurs économiques des 250 hectares de la presqu'île grenobloise. Installé à l'origine dans 45 000 m2 de locaux, Minatec voit en juin 2010 sa première extension avec la mise en service du bâtiment industries intégratives (B2I) d'une superficie de 5 380 m2 permettant la mise en relation des découvertes avec les industriels. L'édifice est complété par une vaste chambre anéchoïque destinée à tester les systèmes de communication sans fils, et dont la façade porte un mur végétalisé.
Par la suite, d'autres agrandissements suivent avec en octobre 2015 la mise en service du bâtiment centre de compétences d'une surface de 10 000 m2 où travaillent des équipes du LETI et du laboratoire des technologies de la microélectronique. En janvier 2016, un nouvel immeuble de 2 900 m2 est opérationnel devant la place Nelson-Mandela afin d'héberger le Centre conception logiciel dont le rez-de-chaussée est dédié aux événements que gère la Maison MINATEC et dont les trois étages accueillent 140 collaborateurs de l'INRIA et du CEA Grenoble, dont la division architectures conception et logiciels embarqués du LETI.
En mars 2017, une plateforme photonique de 12 600 m2 accueille 260 ingénieurs et techniciens travaillant sur des technologies destinées à l'éclairage LED, l'imagerie infrarouge, les écrans, les systèmes de communication ou l'énergie solaire photovoltaïque.

## Financement
Minatec représente un investissement de 193,5 millions d'euros entre 2002 et 2005 principalement pris en charge par les collectivités territoriales et le CEA,. Il s'agit selon Jean-Philippe Leresche de l'utilisation exemplaire d'un partenariat public-privé qui concentre des « capacités inégalées de recherche et développement ». Son budget annuel consolidé est de 300 millions d’euros, dont 50 millions d’euros d’investissements.

## Laboratoires de recherche

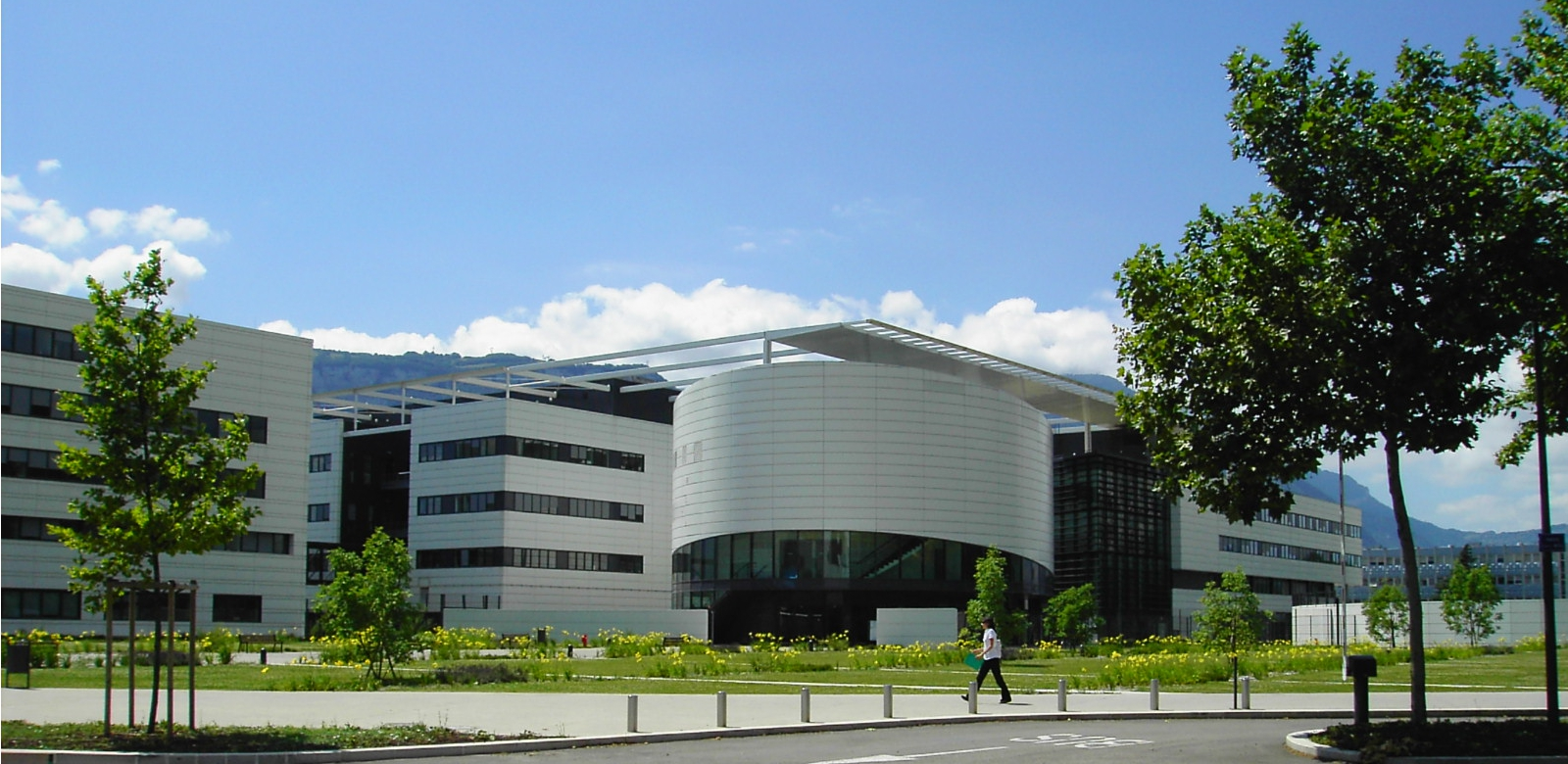
Minatec depuis la rue Félix-Esclangon.

Le campus Minatec comprend l'école d'ingénieurs Phelma, une salle blanche de classe 1000/100, des laboratoires de fabrication et analyse. Minatec comprend différentes plateformes consacrées à de nombreuses technologies : NEMS, MEMS, Plateforme Technologique Amont, ChimTronique qui fonctionnalise des surfaces en leur conférant des propriétés spécifiques, microfluidique ou microsystème d'analyse de fluides, circuit intégrés, biotechnologie, photonique et surtout nanocaractérisation. Cette dernière activité est un point fort du site puisque sa plateforme est unique en Europe.
Minatec illustre le « triptyque grenoblois » (formation, recherche, entreprises) en étant le berceau d'un certain nombre de startup ou spinoff des laboratoires de Grenoble INP, du LETI, ainsi que des groupes internationaux qui viennent à Grenoble profiter de ce savoir-faire. Par ailleurs, la présence de Minatec a permis l'émergence à ses côtés d'un centre de recherche biomédicale d'envergure internationale, Clinatec, ainsi que de la plateforme NanoSécurité de couleur verte, destinée à accompagner le développement des nanotechnologies dans notre société.
En 2010, Poma réalise sur le site de Minatec un véhicule unique au monde pour le domaine des nanotechnologies, appelé liaison blanc-blanc. Il s'agit d'un funiculaire desservant deux salles blanches distantes de 240 mètres, évitant ainsi au personnel de se déshabiller pour passer de l'une à l'autre.

## Enseignement
Il est actuellement le premier centre européen consacré aux nanotechnologies, et le troisième au niveau mondial. Ses domaines de recherche sont les micro- et nano-technologies. L'un des objectifs est donc de repousser les limites de la micro-électronique en créant des objets à l'échelle nanométrique. Il intègre de nombreux laboratoires, une partie du Commissariat à l'Énergie atomique, une école d'ingénieurs et une école doctorale du groupe Institut polytechnique de Grenoble : Phelma et l'école doctorale d'électronique, électrotechnique, automatique et traitement du signal (EEATS). L'école d'ingénieurs Phelma est née de la fusion, en 2008, de l'ENSPG (École nationale supérieure de physique de Grenoble), l'ENSERG (École nationale supérieure d'électronique et de radioélectricité de Grenoble) et de l'ENSEEG (École nationale supérieure d'électrochimie et d'électrométallurgie de Grenoble), sauf le département télécommunications (ENSERG/ENSIMAG). Le centre interuniversitaire de microélectronique et nanotechnologies (CIME Nanotech) créé en 1981, l'IMEP-LAHC et le Laboratoire des matériaux et du génie physique (LMGP) y sont également présents.
Par ailleurs, l'École nationale supérieure de création industrielle y possède une résidence d'étudiants et participe aux recherches en apportant son expertise dans le domaine du design industriel. Enfin, le campus Minatec accueille deux équipes parmi les vingt-trois que compte le Laboratoire d'informatique de Grenoble.
L'école Phelma, qui dispose de 8 000 m2 supplémentaires depuis la rentrée 2015, lance une formation inédite sur les systèmes embarqués et les objets connectés à partir de septembre 2017.

## Entreprises et brevets
Actionnaires de la SEM Minatec.
- Département de l'Isère (33,3 %)
- métropole de Grenoble (23,3 %)
- CEA Grenoble (22,3 %)
- Région AuRA (10,0 %)
- Caisse des dépôts (10,0 %)
- Caisse d'épargne (1,0 %)
- Institut polytechnique de Grenoble (0,1 %)

Hébergée sur le site, une société d'économie mixte Minatec Entreprises accueille dans les 11 235 m2 de son bâtiment haute technologie (BHT) des startups dans de nombreux domaines comme la microélectronique, la santé, l’énergie, l’optique, la pharmacie, l’automobile ou la plasturgie. Elle restent tant qu'elles ne souhaitent pas créer leur propre usine. Minatec étant un laboratoire à caractère privé qui dépose des brevets, la sécurisation de son entrée relativement haute pour un laboratoire a déjà été expliquée par le fait que des savoirs sont « protégés ».
Certaines startups présentes comme Fluoptics œuvrent dans le domaine de l'aide à la chirurgie. D'autres dans le secteur de l'analyse médicale comme Avalun, qui révolutionne la vie quotidienne en mettant au point et en commercialisant un analyseur de sang portatif ou comme Aryballe qui lance son nez artificiel révolutionnaire. En octobre 2014, alors qu'il travaille régulièrement aux côtés de l'équipe technique de la startup Aledia spécialisée dans les LED, le japonais Hiroshi Amano apprend en y arrivant qu'il est l'un des trois lauréat du prix Nobel de physique de l'année.
L'une de ses voisines, EnerBee, produit des mini générateurs d'électricité capables d'alimenter de nombreux objets de la vie quotidienne autonomes en énergie ou des objets connectés en récupérant l'énergie de bouches d'aération. Cette avancée technologique majeure devenant un sérieux concurrent aux piles et batteries.
En 2018, la ville de Grenoble vend ses parts (10 %) dans cette SEM à la métropole de Grenoble qui les rétrocède à la région Auvergne-Rhône-Alpes. Un temps pressentie, la vente d'une partie des parts du département de l'Isère à la région est refusée par la majorité départementale qui souhaite demeurer actionnaire majoritaire.
Face à la saturation du premier bâtiment, la construction d'un second bâtiment haute technologie (BHT 2) de 4 598 m2 démarre en février 2018 en lisière du site du CEA Grenoble, sur la rue Félix-Esclangon. Par la suite, le chantier d'un troisième bâtiment BHT 3 de 4 200 m2 est lancé en octobre 2022 et ouvre en avril 2024 sur la place Nelson-Mandela. Un bâtiment BHT 4 est également en projet.

## Rayonnement international
Minatec reçoit une centaine de délégations par an et environ 40 000 visiteurs chaque année. Le site organise les « Minatec Crossroads », des séminaires annuels qui réunissent sur plusieurs jours des experts mondiaux dans le domaine des nanotechnologies. Tous les deux ans depuis 2008, la plateforme nano-sécurité (PNS) installée près de Minatec organise la conférence internationale Nanosafe à la maison Minatec. Des centaines de scientifiques y abordent la question de l'utilisation des nanoparticules dans notre société et de leurs conséquences sur la santé humaine. Depuis 2007, Minatec fait partie d'un consortium nommé Minatec Nanolab qui vise à aider les pays émergents grâce à son savoir-faire acquis dans le domaine des nanotechnologies. Cet accompagnement global unique et cette coopération touchent des pays tels que le Viêt Nam, le Brésil, l'Algérie, la Tunisie, le Pérou ou l'Argentine.

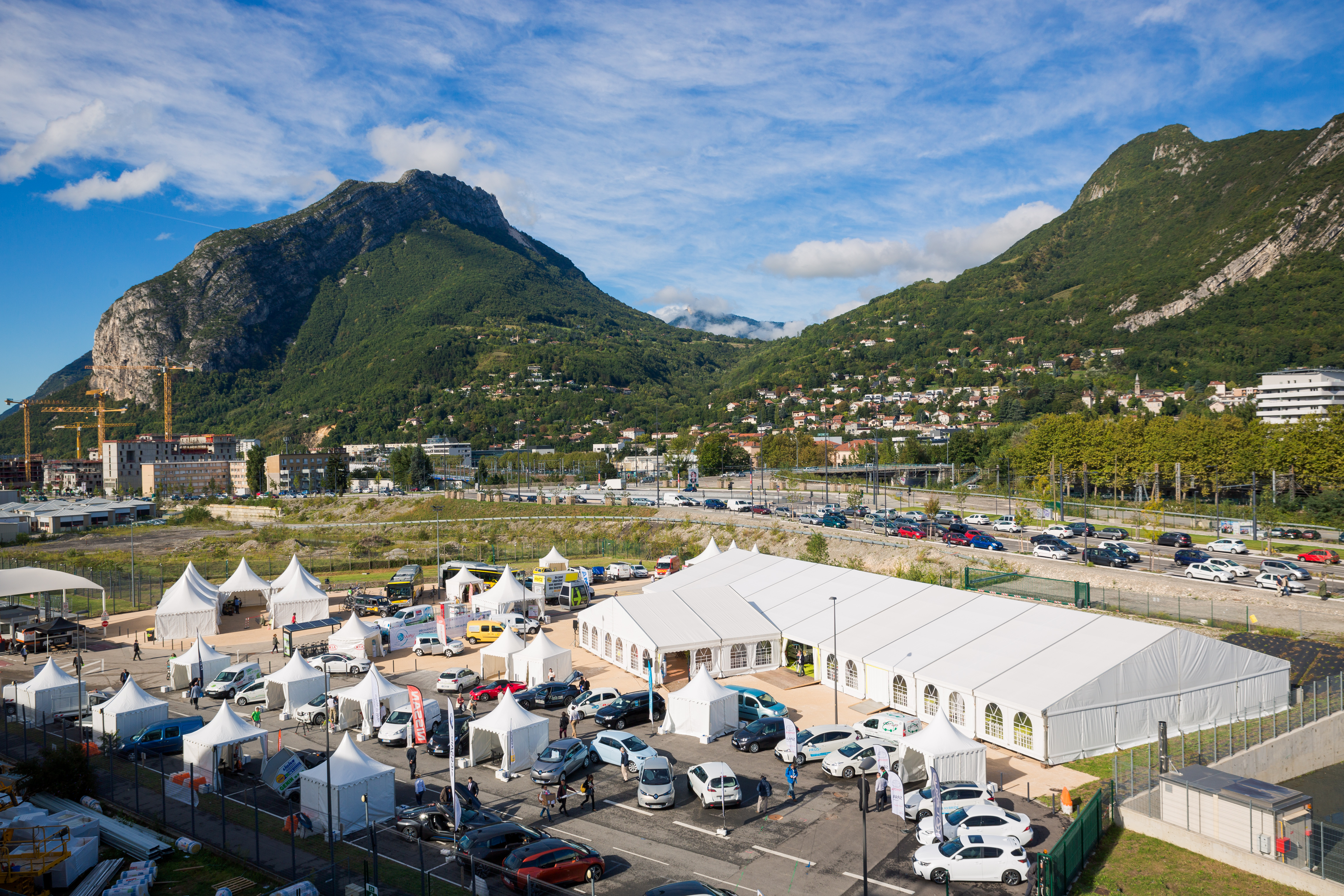
Site des Journées de mobilité durable en 2015 devant Minatec.

Dans le cadre de la préparation de l'implantation du premier American Corner en France au sein de l'hôtel de Lesdiguières, l'ambassadeur des États-Unis, Charles Rivkin visite Minatec le 4 mars 2011. Le site de Minatec sensibilisé aux modes de transport jugés peu contributeurs aux émissions de gaz à effet de serre, accueille également depuis 2011 les Journées mobilité durable devenues une vitrine de l'écomobilité au cours desquelles le public peut essayer les différents engins et prototypes.
Minatec profite de GIANT (Grenoble Innovation for Advanced New Technologies), alliance de huit partenaires de la presqu'île, pour accueillir une année sur deux dans ses locaux le High Level Forum, réunissant une communauté internationale de décideurs et d'experts de la recherche, de l’éducation, de l’industrie afin de renforcer la coopération entre décideurs des écosystèmes d’innovation de rang mondial. La première édition se déroule en 2012 puis d'autres campus d'innovation accueillent l'évènement comme le California Institute of Technology en 2013, Tsukuba science city en 2015, Longueuil-Montréal en 2017 et Lund en 2019.
Par ailleurs, Minatec dispose d'un showroom inauguré en 2011 dans un site sécurisé afin de montrer technologies et innovations issues de ses laboratoires aux professionnels et industriels des différents séminaires et conférences. Dans une ambiance opaline au mobilier design en forme d'atomes, le visiteur découvre sur 400 m2 des produits dans les domaines de la santé, de la biologie, des énergies renouvelables, de l'habitat, des technologies de l'information et de la communication. Ce lieu est visité par 4 706 visiteurs au cours de l'année 2014. Le 20 janvier 2017, l'ambassadeur de Grande-Bretagne, Edward Llewellyn, visite ce showroom, le 18 mars suivant, lors d'un déplacement présidentiel, François Hollande le visite également avant de se rendre à l'usine STMicroelectronics de Crolles. Le 30 mars, l'ambassadrice d'Irlande Géraldine Byrne-Nason vient visiter le showroom.
En février 2013, Minatec est le lieu du premier sommet européen sur les KETs (Technologies clés génériques), ainsi que d'un second sommet en mai 2014 présidé par Michel Barnier. En 2017, le LETI voisin annonce le déploiement sur Minatec d'un réseau 5G afin de tester une nouvelle forme d'onde multiporteuse. Le site de Minatec fait régulièrement l'objet de citations dans des articles de presse à travers le monde,,.
Le monde asiatique est particulièrement intéressé par le site puisque le 10 septembre 2018, à quelques mois de son intronisation comme empereur du Japon, le prince Naruhito visite Minatec et le 4 décembre suivant, Hu Chunhua, 3e vice-Premier ministre chinois vient découvrir le showroom et les salles blanches de Minatec. Le 20 janvier 2020, le showroom de 600 m2 est transféré dans le nouveau bâtiment Y.Spot Labs.

## Minatec IDEAs Laboratory
En 2001, Jean Therme, directeur du CEA Grenoble charge un ingénieur, Michel Ida, de lancer un plateau d'innovation appelé Minatec IDEAs Laboratory en partenariat avec STMicroelectronics, France Télécom et Hewlett-Packard afin de « proposer des innovations, de faire émerger des idées d'applications des micro et nanotechnologies qui correspondent aux attentes des utilisateurs, mais aussi d'en faire des prototypes puis de les tester à l'usage » selon son responsable. La dénomination de ce laboratoire à idées reposant sur un savant jeu de mots où IDEA est non seulement la traduction anglaise du mot idée, mais aussi l'acronyme anglais de Interactive Devices for Emerging Applications (outils interactifs pour applications émergentes). En 2003, de nouveaux partenaires arrivent avec l'université Pierre-Mendès-France, l'université Stendhal et l'entreprise Essilor, laissant le soin à des sociologues ou des ergonomes d'imaginer de quelle façon un objet pourra prendre sa place dans notre vie future.
En 2005, le plateau d'innovation jusqu'alors logé dans des locaux sommaires, s'installe dans l'ancienne demeure du XIXe siècle de 1 200 m2 du colonel de l'ancien polygone d'artillerie, à l'arrière du site de Minatec en cours de construction. Le lieu situé sur l'emprise du CEA est cependant idéalement situé car proche de Minatec et ouvert à la ville afin d'accueillir des panels d'utilisateurs. Dès l'année suivante, d'autres partenaires ponctuels arrivent dans l'IDEA's Lab comme les sociétés Skis Rossignol et EDF.
En 2007, la structure prend une nouvelle dimension avec la création en son sein de l'atelier Arts-Sciences en collaboration avec l'Hexagone de Meylan afin de réunir artistes et scientifiques dans la préparation de spectacles utilisant les dernières innovations technologiques. Le groupe de musiciens EZ3kiel conçoit notamment un spectacle en 2009 grâce à cet atelier. Par ailleurs, l'École nationale supérieure de création industrielle implante à l'IDEA's Lab une résidence pour mettre en relation chercheurs et designers afin de générer de nouvelles idées. En 2008, deux nouveaux géants, Renault et Bouygues, soucieux de savoir ce qu'attendent leurs clients, intègrent l'IDEA's Lab puis en 2009 le Conseil général de l'Isère devient partenaire du projet THEMA acronyme de Territoires habitats énergies mobilités arts et cultures. En 2010, Grenoble École de management puis l'Institut polytechnique de Grenoble intègrent le projet THEMA. En 2011, fort de son expérience, l'atelier Arts-Sciences lance son premier salon annuel Expérimenta dévoilant au public des réalisations conjointes entre chercheurs et artistes. D'autres entreprises ont signé des accords de partenariat comme la chaîne TF1 qui affiche clairement son appartenance au Minatec IDEAs Laboratory. En juin 2017, le groupe d'assurance Maif en signe un. En janvier 2020, ce plateau d'innovation ouvert est transféré de 400 mètres dans le bâtiment Y.Spot Labs en contrebas de la place Nelson-Mandela.

## Partenariats
En 2016, un accord de partenariat signé entre Minatec, le LETI et le Shanghai Industrial and technology research institute, doit permettre de fournir des solutions dans le domaine du silicium sur isolant au marché émergent de l'internet des objets chinois,.

## Record de miniaturisation
En octobre 2015, Minatec annonce l'établissement d'un record de miniaturisation pour un transistor CMOS mono-électron avec un fil de silicium de 3,4 nanomètres de diamètre, fonctionnant depuis les basses températures jusqu’à une température ambiante.

## Opposition
Le projet Minatec a fait l'objet à ses débuts d'une opposition locale et nationale conduite par un ensemble de collectifs,,, dont le grenoblois Pièces et Main d'Œuvre,, qui dénoncent le danger que font peser à leurs yeux les nanotechnologies sur l'environnement et les libertés individuelles. Cette opposition a donné lieu, la veille de l'inauguration de Minatec à Grenoble le 2 juin 2006, à une manifestation réunissant entre 800 et 1 000 personnes en présence des forces de l'ordre,,. D'autres manifestations ont eu lieu et le site a été protégé à chaque fois par un important dispositif de sécurité. Face à ces manifestations, François Loos propose d'organiser un vaste débat national sur les nanotechnologies. Mais ce débat ne se tient finalement qu'en 2010 et le gouvernement fait connaître la teneur de ses engagements en 2012, avec comme principale mesure la création d'un portail d'information.

## Accès
Le campus Minatec est situé 3, Parvis Louis Néel qui borde la rue Félix-Esclangon. Il est accessible en transport en commun par la ligne B du tramway.